# 't Spijker
Landhuis 't Spijker is een beschermd gemeentelijk monument aan de Smutslaan 1 in Baarn, in de provincie Utrecht.
Het pand werd in 1906 ontworpen door J.C. van Epen, die van meerdere huizen in Baarn de architect was. De tekst 'Anno 1906' is met muurankers aangegeven in de voorgevel. Opvallend is dat het dak aan de zuid- en westzijde lager doorgetrokken is. De meeste vensters van het pand zijn voorzien van luiken.
De centrale hal van het L-vormige pand kon ook als woonruimte worden gebruikt. Om zo weinig mogelijk deuren op de grote hal uit te laten komen, was de keuken niet bereikbaar vanuit de hal, maar vanuit de eet- en ontvangkamer. Deze beide kamers-en-suite hebben elk een deur naar het overdekte terras.